# Erycina
Erycina es un género de orquídeas epífitas. Tiene siete especies. Es originaria desde México hasta Brasil.

## Distribución
Erycina, de acuerdo con su nueva división, contiene siete especies epífitas pequeñas, de crecimiento cespitoso, vegetativamente parecidas al género  Ornithocephalus. Se encuentran distribuidas en grandes áreas que se extienden desde México hasta el sur de Brasil, principalmente en las zonas más o menos calientes y húmedas.

## Descripción
No tienen pseudobulbos, pero presentan un nodo en el que se insertan las hojas, que son aplastadas y están dispuestas en ángulo recto.
Los pétalos y los sépalos tienen formatos similares, son elípticos y  mucho más pequeños que el labelo, de modo que casi pasan desapercibidos.  El sépalo dorsal está apoyado en la columna y las partes permanecen ocultas bajo el labio, los pétalos son anchos. El labelo destaca por su tamaño, es plano, profundamente lobulado. La columna tiene dos grandes alas desplegadas,.

## Evolución, filogenia y taxonomía
Fue propuesto por John Lindley en Folia Orchidacea. Erycina 2, en 1853, que designa a la Oncidium echinatum Kunth ahora conocida como Erycina echinata (Kunth) Lindley, como la especie tipo del género.

## Especies
1. Erycina crista-galli (Rchb.f.) N.H.Williams & M.W.Chase, Lindleyana 16: 136 (2001).
2. Erycina echinata (Kunth) Lindl., Fol. Orchid. 2: (1853).
3. Erycina glossomystax (Rchb.f.) N.H.Williams & M.W.Chase, Lindleyana 16: 136 (2001).
4. Erycina hyalinobulbon (Lex.) N.H.Williams & M.W.Chase, Lindleyana 16: 136 (2001).
5. Erycina pumilio (Rchb.f.) N.H.Williams & M.W.Chase, Lindleyana 16: 136 (2001).
6. Erycina pusilla (L.) N.H.Williams & M.W.Chase, Lindleyana 16: 136 (2001).
7. Erycina zamorensis (Dodson) N.H.Williams & M.W.Chase, Lindleyana 16: 136 (2001).